# Vygruppen
Vygruppen AS, nota semplicemente come Vy, è un'azienda norvegese attiva come compagnia ferroviaria statale della Norvegia.

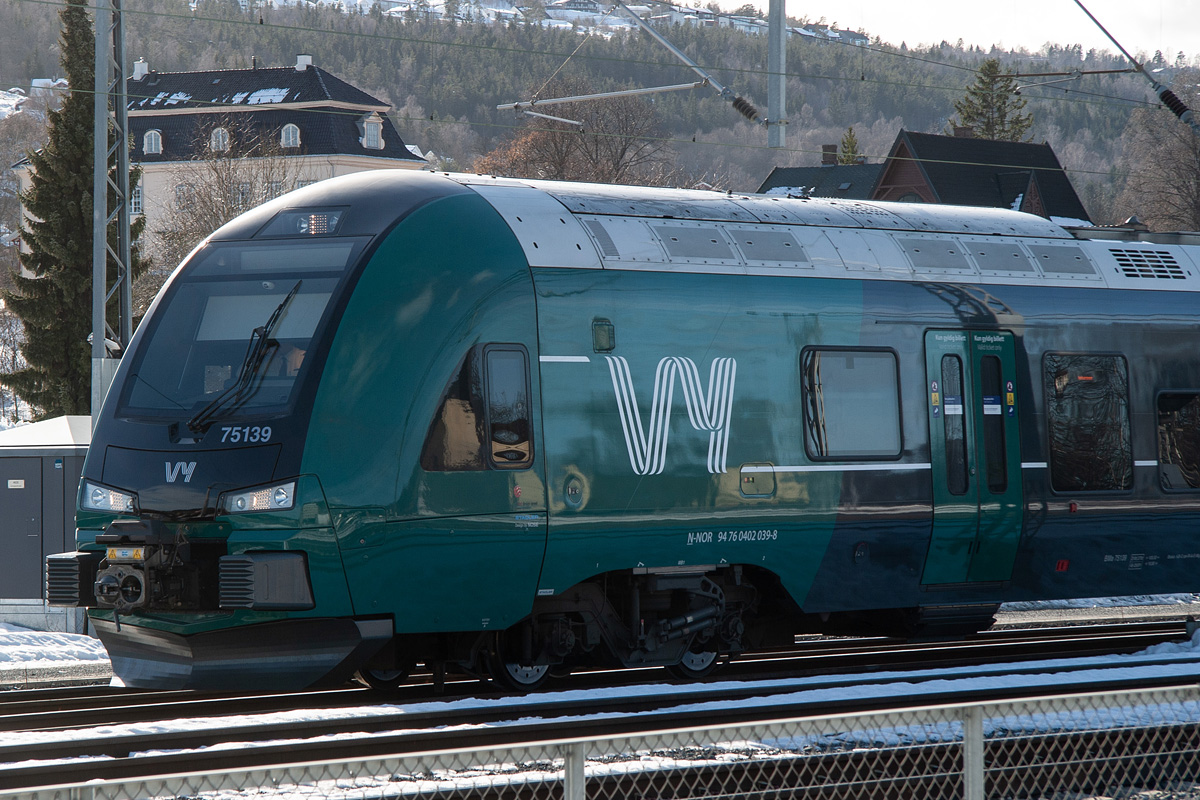
Treno Vy nella stazione di Drammen